# Арденне, Манфред фон
Барон Манфред фон Арденне (нем. Manfred von Ardenne; 20 января 1907[…], Гамбург — 26 мая 1997[…], Дрезден) — физик, исследователь и изобретатель, профессор, лауреат Сталинской премии (1947, 1953) и Национальной премии ГДР (1958, 1965), автор 600 патентов. Участник работ по созданию ядерного оружия в нацистской Германии в 1939—1945 годах и в СССР после 1945 года.

## Биография
Родился в богатой аристократической семье в городе Гамбург, старший из пяти детей.
В 1913 году семья переехала в Берлин. С детских лет родители поощряли его увлечения науками и технологиями. Получил начальное домашнее образование. В 1919 году поступил в Реальную гимназию. На школьном конкурсе он представил модели камеры и сигнализации, за что был удостоен первого места.
В 1923 году, в возрасте 15 лет, он получил свой первый патент на электронную трубку с несколькими (тремя) системами в одной трубе для приложений в беспроводной телеграфии. В том же году покидает гимназию и начинает сотрудничество с Зигмундом Лёве (Siegmund Loewe) — основателем немецкой компании про производству бытовой электроники, электромеханического оборудования и систем.
Формально не получив среднего образования, поступает в университет, который покидает после четырёх семестров.
В 1928 году получает наследство и основывает собственную частную исследовательскую лабораторию. Проводит свои собственные исследования в области радио- и телевизионной техники и электронной микроскопии, также проводил исследования по разделению изотопов. Финансировал лабораторию за счёт доходов, полученных от своих изобретений и от контрактов с другими концернами.
На Берлинском радиошоу в августе 1931 года фон Арденне впервые в мире публично продемонстрировал телевизионную систему, использующую электронно-лучевую трубку как для передачи, так и для приёма. В декабре 1933 года фон Арденне осуществил свою первую трансляцию телевизионных изображений.
В 1935 году в Берлине была запущена первая в мире телевизионная служба с электронным сканированием, она осуществила прямую трансляцию летних Олимпийских игр 1936 года из Берлина в общественные места по всей Германии.
В 1937 году изобрел сканирующий электронный микроскоп.
В 1937 году фон Арденне женился на Беттине Бергенгрюн. У них было четверо детей.
Во время Второй мировой войны Манфред фон Арденне возглавлял частную исследовательскую лабораторию в Лихтерфельде (работая в ней с 1940 года, Фридрих Хоутерманс доказал, что изотопы трансурановых элементов, такие как нептуний и плутоний, могут быть использованы как ядерное топливо вместо урана). Лабораторию охранял полк СС.
10 мая 1945 года его лабораторию посетила комиссия в составе: генерал-полковника В. А. Махнева, физиков Исаака Кикоина, Льва Арцимовича, Георгия Флёрова и Владимира Мигулина.
В 1945 году Манфреду фон Арденне, а также ряду других крупных учёных, конструкторов и инженеров нацистской Германии, имеющих хотя бы какое-то отношение к ядерным материалам, предложили работать на СССР.
Советскому Союзу достался весь научный состав лаборатории фон Арденне, вся аппаратура и работающая урановая центрифуга института, со всей документацией и реактивами, запасы плёнки и бумага для самописцев, фоторегистраторов, проволочные магнитофоны для телеметрии и оптика, электротрансформаторы и т. д., а также оборудование берлинского Кайзеровского института и 15 тонн металлического урана.
Из доклада Л. П. Берии и Г. М. Маленкова И. В. Сталину о результатах работы комиссии НКВД на территории Германии 14 мая 1945 года:
…Находится целиком сохранившийся частный институт ученого с мировым именем барона фон Арденне… Фон Арденне передал мне заявление на имя Совнаркома СССР о том, что он хочет работать только с русскими физиками и предоставляет институт и самого себя в распоряжение советского правительства.
Учитывая исключительную важность для Советского Союза всего вышеперечисленного оборудования и материалов, просим Вашего разрешения о демонтаже и вывозе оборудования в СССР… 

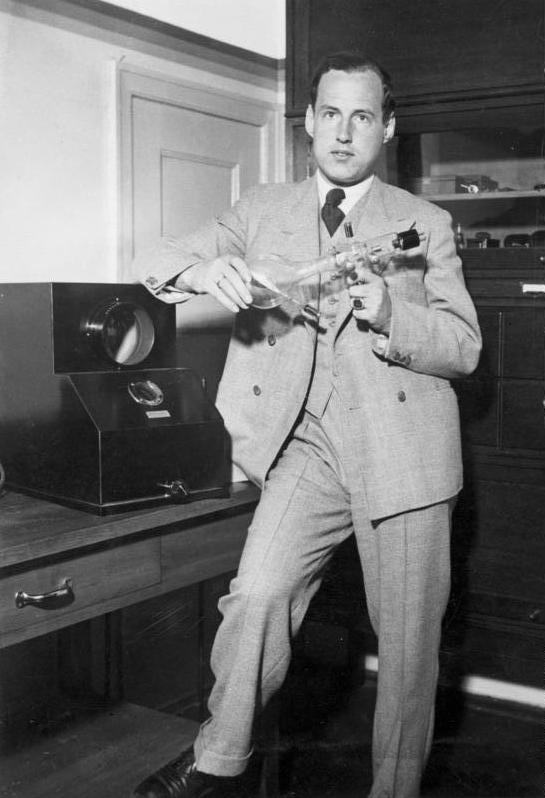
Фон Арденне в 1933 году

Среди других немецких специалистов, вывезенных в СССР, были нобелевский лауреат, профессор Густав Герц, доктор Николаус Риль, доктор Макс Штеенбек, Карл Циммер, профессор Роберт Доппель, профессор Петер Тиссен, профессор Хайнц Позе и др. На базе санатория «Синоп» под Сухуми НКВД организует для фон Арденне лаборатории для исследования проблем обогащения и разделения изотопов урана для советского атомного проекта. Здесь им был создан новый мощный источник ионов для масс-спектрометра для анализа смесей изотопов урана. Здесь же в группе Макса Штеенбека был создан уникальный подшипниковый узел газовой центрифуги для разделения изотопов урана.
В 1955 году Манфреду фон Арденне разрешили вернуться в Германию (ГДР). С этого года он возглавлял научно-исследовательский институт в Дрездене. Профессор электротехнических специальных проблем ядерных технологий в Техническом университете Дрездена.
Он также основал свой научно-исследовательский институт «Forschungsinstitut Manfred von Ardenne» в Дрездене, который с более чем 500 сотрудниками стал уникальным учреждением в ГДР как ведущий исследовательский институт, который управлялся частным образом.
С 26 июля 1955 г. — член секции физики Немецкой академии наук. 10 ноября 1955 г. назначен членом Научного совета по мирному использованию атомной энергии при Совете министров ГДР.
В 1957 году  разработал эндорадиозонд для медицинской диагностики. 15 июля 1957 г. назначен членом Научно-исследовательского совета ГДР.
В 1959 году он получил патент на разработанную им электронно-лучевую печь.
С 1960-х годов расширил свои медицинские исследования, в том числе в кислородной многоступенчатой терапии и многоступенчатой терапии рака.
Президент Общества биомедицинских технологий ГДР с 1961 года, член Научного совета Министерства здравоохранения ГДР. 15 декабря 1965 г. — избран членом Международной академии астронавтики в Париже.
С 1963 по 1989 год депутат Народной палаты ГДР. Член Немецкого культурного союза ГДР.
В 2002 году «Европейское общество исследований тонких плёнок» учредило ежегодную премию в честь фон Арденна.

## Труды
Около 600 патентов внутри страны и за границей, первый уже в 16 лет. Один из пионеров современного телевидения. На выставке радио в 1931 году Арденне представлял собственное электронное телевизионное устройство, основанное на «бегущем луче», принципы которого применяются в отдельных областях телевидения до сих пор.
Изобрёл электронно-оптический преобразователь изображения (1934), просвечивающий растровый электронный микроскоп (1937), рентгеновский теневой микроскоп (1939), прецизионный осциллограф (1952), эндорадиокапсулу (1957), разработал метод лечения онкологических заболеваний с помощью гипертермии. Сконструировал также многокамерную печь для плавки электронным лучом, а также ряд электронно-медицинских приборов.
Участвовал в создании советской атомной бомбы. Автор способа разделения изотопов для промышленной добычи урана 235, как в Германии для немецкого «Уран-проекта», так и для СССР. Многочисленные изобретения в области электронной физики и физики ионов, в частности разработал ионные источники плазматрон (1948) и дуоплазматрон (1956).
Похоронен в Дрездене на Лесном кладбище Вайсер-Хирш.

## Награды и звания

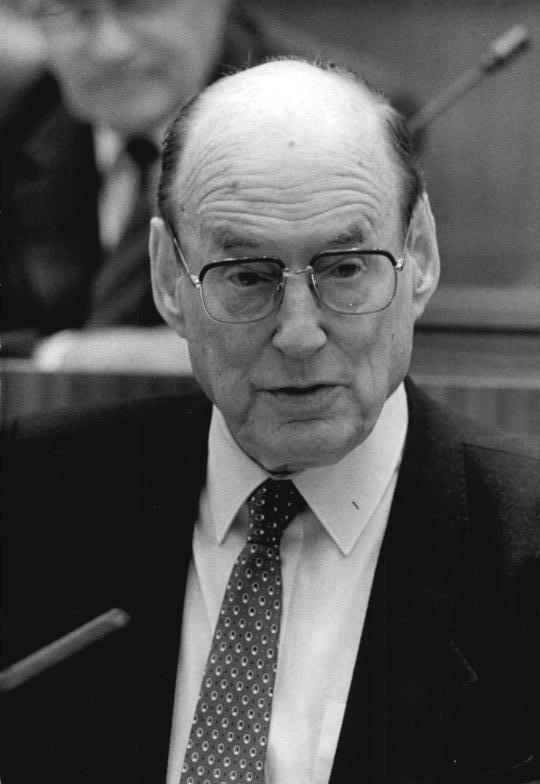
Арденне выступает в Народной палате ГДР, 1986 год

- 1941 серебряная медаль Лейбница Прусской академии наук[8]
- 1947 Сталинская премия за изобретение электронного микроскопа[8]
- 1953 Сталинская премия 2-й степени за электромагнитное разделение изотопов и получение лития-6[8]
- 1956 Почётный профессор Дрезденского технического университета[9]
- 1957 Медаль Эрнста Морица Арндта
- 1958 Медаль Мира ГДР
- 1958, 1965 Национальная премия ГДР
- 1970 орден Ленина
- 1986 Медаль Вильгельма Оствальда Академии наук Саксонии
- 1989 Почётный гражданин города Дрезден[9]